# 和屯盐池
和屯盐池也称红盐池、浩坦淖日，是一个位于中国内蒙古自治区阿拉善左旗西部的干盐湖。湖面高程1162米，长5.3千米，最大宽2.2千米，平均宽1.89千米，面积10平方千米。盐类矿床主要是芒硝和石盐，建有和屯盐厂。